# Otavaloa pasco
Otavaloa pasco là một loài nhện trong họ Pholcidae. Loài này được phát hiện ở Peru.